# Amt Freienwalde

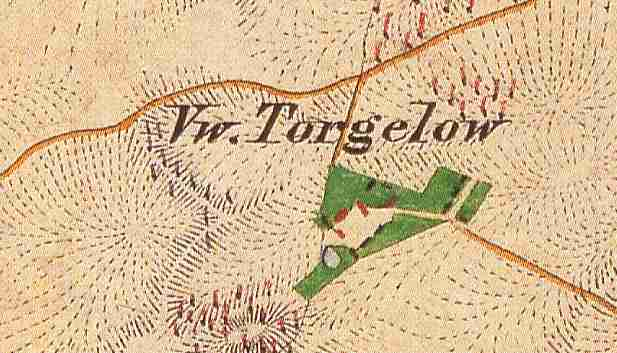
Vorwerk Torgelow, Sitz des Amtes Freienwalde. Ausschnitt aus dem Urmesstischblatt 3249 Heckelberg von 1844

Das Amt Freienwalde war ein kurfürstlich-brandenburgisches, später königlich-preußisches Domänenamt mit Sitz im Vorwerk Torgelow in der Nähe der Stadt Bad Freienwalde (Oder) (damals nur Freienwalde) (Landkreis Märkisch-Oderland, Brandenburg). Das Amt ging aus der kleinen Adelsherrschaft der v. Uchtenhagen hervor, die 1618 endgültig an den Landesherrn kam. Das Amt Freienwalde wurde 1816 in ein Domänen-Rentamt umgewandelt und schließlich 1821 mit dem Amt Wriezen (mit Sitz in der Stadt Wriezen) vereinigt.

## Geschichte
Bereits 1604 verkaufte Hans von Uchtenhagen nach dem Tod seines einzigen Sohnes Caspar die Stadt Freienwalde und seine Güter, gelegen auf beiden Seiten der Oder an den Kurfürsten Johann Sigismund für 25.000 Taler. Die Übergabe der östlich der Oder gelegenen Güter sollte sofort erfolgen, die Übergabe der westlich der Oder gelegenen Besitzungen sollte aber erst nach seinem Tod erfolgen. Er räumte sich auch ein Rückkaufrecht ein für den Fall, dass er doch noch einen Erben bekommen sollte. 1618 starb er ohne Erben und die westlich der Oder gelegenen Güter gingen endgültig an den Fiskus über. Für die damals westlich der Oder gelegenen Besitzungen wurde das Amt Freienwalde mit Amtssitz auf dem Vorwerk Torgelow geschaffen, und für die damals östlich der Oder gelegenen Güter das Amt Neuenhagen mit Amtssitz in Neuenhagen. Das Amt Neuenhagen gehörte verwaltungsmäßig zum Kreis Königsberg Nm., unterstand jedoch bis 1801 der Kurmärkischen Kriegs- und Domänenkammer.

### Zugehörige Orte
Die folgende Liste folgt im Wesentlichen dem Ortschaftsverzeichnis des Regierungsbezirks Potsdam von 1817.
- Freienwalde, heute Stadt Bad Freienwalde (Oder). Die Stadt Freienwalde gehörte zum ursprünglichen Zubehör der Herrschaft Freienwalde. Dem Amt stand die Gerichtshoheit zu. Die Stadt hatte lediglich die Gerichtsbarkeit in Gewerbesachen. 1798 bekam Freienwalde die Polizeiverwaltung in der Stadt. Zum Amt gehörten 1783 auch drei Wassermühlen. Zwar waren die jeweiligen Müller Eigentümer ihrer Mühlen, mussten jedoch die Pächte an das Amt bezahlen[3].
  - Vormühle (oder Vordermühle), am Weg nach Wriezen, heute Wriezener Straße 27a.
  - Papenmühle, Wassermühle, zu Freienwalde gehörig, Gebäude Gesundbrunnen 32/32a der Stadt Bad Freienwalde/Oder
  - Kietzmühle (oder Obere Kietzmühle), Mahl, Säge- und Schneidemühle, heute Hammerthal 3/4.
- Freienwalder Fähre. An den wichtigen Oderübergang, heute Alte Oder, erinnert der Fährkrug im Bad Freienwalder Ortsteil Schiffmühle (etwa im Bereich Am Fährkrug 1/5). Der Fährkrug selber gehörte aber schon zum Amt Neuenhagen.
- Freienwalder Forst. Südlich und südwestlich der Stadt gelegen.
- Altkietz (Fischerdorf), heute Wohnplatz der Stadt Bad Freienwalde. Altkietz gehörte zum ursprünglichen Zubehör der Herrschaft Freienwalde.
- Alttornow (Fischerdorf), Wohnplatz der Stadt Bad Freienwalde. Der Ort gehörte schon vor 1375 zur Herrschaft Freienwalde und kam mit den anderen v. Uchtenhagenschen Gütern an das Amt Freienwalde.
- Neukietz (Koloniedorf), heute Gemeindeteil der Stadt Bad Freienwalde/Oder. Der Ort wurde 1760 auf dem alten Oderdamm begründet.
- Sonnenburg (Erbpachtvorwerk), heute ein Wohnplatz der Stadt Bad Freienwalde. Im Mittelalter stand hier eine Burg und wahrscheinlich auch ein Dorf dazu. Bereits 1375 war es wüst. 1459 wurde Sonnenburg als Kirchort genannt. Unklar ist ob das Dorf besetzt war oder nur die Burg noch vorhanden war. 1599 stellte Hans v. Uchtenhagen noch eine Urkunde auf der Sonnenburg aus. 1618 fiel der Ort zusammen mit den anderen v. Uchtenhagenschen Güter an den Fiskus und damit an das Amt Freienwalde. Die Burg verfiel in der Folgezeit.
- Sonnenburg, Forsthaus, im Wohnplatz Sonnenburg der Stadt Bad Freienwalde aufgegangen (Sonnenburg 2)
- Torgelow (Erbpachtvorwerk), Ortsteil der Gemeinde Falkenberg. Das mittelalterliche Dorf fiel bereits zu Anfang oder bis spätestens Mitte des 14. Jahrhunderts wüst. Es soll etwa bei der Kreuzung der heutigen L 35 mit der B 158, also beim heutigen Wohnplatz Platzfelde gestanden haben. Der Freienwalder Bürgermeister Prenzlow will Anfang des 18. Jahrhunderts noch die Mauern des Kirchhofes des alten Torgelow gesehen haben. Es war damals Zubehör zur Herrschaft Freienwalde. Diese war schon 1354 im Besitz der v. Uchtenhagen. Schon vor 1470 verliehen sie die Hälfte der wüsten Feldmark an die von Pfuel. Hans von Pfuel verzichtete 1471 auf diese Hälfte zugunsten seiner Vettern Christoph und Wilhelm von Pfuel. 1477 verkauften sie diese Hälfte mit Einverständnis ihres Lehensherrn Caspar v. Uchtenhagen an die Stadt Freienwalde für 50 Groschen. Im Jahre 1575 regelte ein Teilungsvertrag zwischen den Brüdern Hans und Werner v. Uchtenhagen auf der einen Seite und der Stadt Freienwalde auf der anderen Seite die Grenzen der Feldmark und der beiden Teile. Auf der v. Uchtenhagenschen Hälfte wurde bald nach 1575 ein Vorwerk errichtet, das den Namen des alten Dorfes erhielt. 1618 fiel diese Hälfte an den Fiskus, der Amtssitz wurde nach Torgelow verlegt. 1747 wurde das Vorwerk an das Große Militärwaisenhaus in Potsdam verpachtet. Auf der anderen Hälfte errichtete die Stadt Freienwalde vor 1696 das Vorwerk Platz, das 1890 niederbrannte und nicht wieder aufgebaut wurde.

Zum 18. Dezember 1816 wurde die Aufsicht über den Freienwalder Fährdamm (vorher Amt Neuenhagen) an das Rentamt Wriezen-Freienwalde überwiesen. Um 1850 wurde auch das Dorf Beiersdorf vom Amt Biesenthal der Verwaltung des Rentamtes Freienwalde-Wriezen übertragen.

## Amtleute und Pächter
Die Amtleute und Pächter des Amtes sind nur unvollständig bekannt.
- 1619–24 Leibgedinge der Frau des Kurfürsten Johann Sigismund Anna von Preußen
- 1625–60 Leibgedinge der Frau des Kurfürsten Georg Wilhelm seiner Frau Elisabeth Charlotte von der Pfalz, außerdem die Ämter Schwedt und Neuenhagen
- 1640–60 Heinrich v. Gleissenthal, Amtshauptmann († 1660)[6]
- 1660–95 Hillmer Ernst von Krummensee († 1695), Amtshauptmann[6]
- 1695–1709 Hans Christian von Sydow († 5. September 1709), Amtshauptmann[3][6]
- 1709–10 Jacob Sydow[7]
- 1710 28. Januar Ernst Christoph von Krummensee[6][3], danach verpachtet[6]
- 1725 Ludwig Sydow[7]
- 1731 Ludwig Sydow, Pächter[7]
- 1763–1779 Münchehoff, Amtmann[7][8]
- 1780–1792 Carl Friedrich Karbe, Oberamtmann[7]
- 1798 Gaede, Oberamtmann[9]
- 1804 Gaede, Oberamtmann[10]
- 1818 v. Krummensee, Amtsrat und Rentbeamter[11]
- 1824 v. Krummensee, Amtsrat und Rentbeamter[12]
- 1832 (Wriezen und Freienwalde) Hagedorn in Wriezen[13]
- 1846 (Wriezen und Freienwalde) Hagedorn in Wriezen[14]